# Patricia Halliwell
Patricia "Patty" Halliwell er en fiktiv person i den amerikanske Tv-serie Heksene fra Warren Manor. Patty Halliwell er mor til Halliwell søstrene (Prue, Piper, Phoebe, og Paige) i serien. Hun bliver spillet af skuespillerinden Finola Hughes.

## Historie
Patty blev født 5. april 1950 af Penelope Halliwell og hendes far er Allen Jack Halliwell. Hun blev født med kræften ”Molecular immobilization” som betyder hun kan fryse/ stoppe tiden.
Pattys mor lærte hende alt om magi. Da hun var 9 år fandt hun på sine egne trylleformularer.
Patty blev gift med et menneske Victor Bennett og hun fødte Prue, Piper, og Phoebe.
Da Victor fandt ud af at Patty og deres døtre var hekse blev han meget ked af at hun ikke havde fortalt ham om det og tænkte om det i lang tid.
Det var omkring det tidspunkt Patty startede med at være sammen med sin skykengel/whitelighter Sam romantisk.
Victor blev irriteret over at Sam var sådan en stor del af Pattys liv og derfor flyttede han ud i et par måneder.
Under separationen, blev Patty kidnappet af en troldmand Nicholas. Han kunne føle at Patty var gravid med Phoebe, som ville færdiggøre den trefrodige kræft. Han tvang Patty til at velsigne en ring som ville gøre ham immun over fra hendes døtres kræfter, hvis hun ikke ville gøre det ville han dræbe dem. Patty og Penny (Søstrenes bedste mor og Pattys mor) blev nødt til at binde søstrenes kræfter i frygt for at han ville skade søstrene.
Efter det blev Patty og Victor skilt.
Efter skilsmissen begyndte Sam og Pattys forhold at vokse og Patty blev gravid med et fjerde barn. Efter 9 måneder fødte hun en pige til, Paige. Siden det var strengt forbudt at hekse og skykengler var sammen måtte de holde det hele hemmeligt for de ældre. Derfor måtte de give Paige til en kirke for at beskytte hende.
I 28. februar 1978 under et forsøg på at betving en vanddæmon i en sommer camp sø blev hun distraheret af den overbeskyttende Sam blev hun nødt til at fryse ham. Så fik vanddæmonen chancen for drukne hende indeni som den gjorde og hun døde. Efter mange år brugte Piper og Prue hendes ide om at først fryse vanddæmonen og derefter give den elektriskstød.

## Episoder
- Thank You For Not Morphing (sæson 1)
- From Fear to Eternity (sæson 1).
- That '70s Episode (sæson 1)
- P3 H2O (sæson 2)
- Just Harried (sæson 3)
- PreWitched (sæson 3)
- Charmed Again (Part 1) (sæson 4)
- Charmed Again (Part 2) (sæson 4)
- A Witch's Tail (Part 2) (sæson 5)
- Cheaper by the Coven (sæson 7)
- Forever Charmed (sæson 8)